# Kounov (Boêmia Central)
Kounov é uma comuna checa localizada na região da Boêmia Central, distrito de Rakovník.